# Marcello, Marcello – Der Sommer der ersten Liebe
Marcello, Marcello – Der Sommer der ersten Liebe ist eine schwungvolle, romantische, schweizerisch-deutsche Liebeskomödie aus dem Jahr 2008. Der Film basiert auf dem Buch „Marcello und der Lauf der Liebe“ von Mark David Hatwood, das 2004 erschien.

## Handlung
Italien, 1956: Auf der malerischen Insel Amatrello werden die jungen Männer des Dorfes von einem einzigartigen Brauch beschäftigt: Wenn ein Mädchen achtzehn wird, ist jeder Junge eingeladen, ein Geschenk zum ersten Rendezvous mitzubringen. Das Geschenk ist jedoch nicht für das Mädchen, sondern für den Vater. Letztendlich bestimmt er dann, welcher Junge sie zu ihrer ersten Verabredung mitnimmt, was zur Folge hat, dass auf der Insel viele Paare unglücklich verheiratet sind.
Der achtzehnjährige Fischersohn Marcello hält nichts von dieser Tradition, bis er die bezaubernde Elena, die Tochter des Bürgermeisters, trifft, die nach der Ausbildung auf die Insel zurückgekehrt ist und nun nach der Tradition erwachsen wird. Für ihren 18. Geburtstag hat Marcello das perfekte Geschenk: den viel gehassten Hahn, der den Bürgermeister jeden Morgen unsanft weckt. Dieser ist aber schwer zu bekommen. Der Metzger verlangt im Tausch dafür etwas. Bald ist er gezwungen, gefühlt mit dem gesamten Dorf zu tauschen, da jeder etwas von jemand anderem zu wollen scheint. Marcellos verzweifelte, temporeiche Suche lüftet manches Geheimnis und führt zu einem Prozess der Versöhnung unter den Dorfbewohnern.

## Produktion
Der Film von der fiktiven, neapolitanischen Insel wurde in Ligurien, in Sarzana und in Montemarcello, aber auch in Ventotene und in einer Kleinstadt in der Nähe von Luzern gedreht. Er hatte ein Budget von 3,2 Mio. Euro.
In der Schweiz wurde er auf dem Locarno Film Festival am 12. August 2008 erstmals vorgeführt. Die italienischsprachigen Gebiete folgten am 22. August 2008, die Deutschsprachigen am 23. Oktober 2008 und die Französischsprachigen am 25. Februar 2009.
Der Film kam in Deutschland am 10. Juni 2010 in die Kinos.

## Kritiken
Cineman bezeichnet den Film als liebenswerte, leichtfüßige Fantasie, aber in der Handlung widersprüchlich und erinnert einen an Der Postmann, wo ein Mann Aufgaben erfüllen muss, um seine Angebetete zu erlangen.
Deutschlandfunk Kultur meint, dass der Film bei leichtfüssigerer Inszenierung witzig sein könnte. Die Handlung schwankt zwischen banal und pathetisch und erfüllt alle Klischees eines altmodischen Volksstückes.
Ein anderes Bild zeichnet cinema mit vier von fünf Punkten: Originelle, unbeschwerte Romanze mit einem kräftigen Schuss Italo-Urlaubsfeeling!